# Lore (film)
Pour les articles homonymes, voir Lore.
Pour plus de détails, voir Fiche technique et Distribution.
Lore est un film australo-germano-britannique réalisé par Cate Shortland, sorti en 2012.

## Synopsis
Le retour d'un père officier nazi vers la fin de la Seconde Guerre mondiale bouleverse une maison familiale du sud de l'Allemagne. Ils emballent à la hâte, tuent le chien de la famille et fuient leur demeure seigneuriale pour se cacher dans une cabane isolée dans une clairière dans les bois de la Forêt-Noire. La mère de Lore emballe soigneusement une figurine en porcelaine d'un cerf à emporter avec eux.
Le père de Lore part pour des destinations inconnues et avec la nouvelle de la mort d'Adolf Hitler, sa mère est consciente du fait qu'elle sera également arrêtée et part volontairement dans un camp, abandonnant ses cinq enfants et laissant Lore en charge avec des instructions pour aller chez sa grand-mère (Omi) à Husum près de Hambourg. Avant de partir, la mère de Lore lui donne tous ses bijoux et un peu d'argent pour les billets de train. Après que les voisins ne soient plus disposés à leur vendre de la nourriture, Günther est surpris en train de voler, alors Lore décide qu'il est temps de partir. Malheureusement, les trains ne circulent plus, ils doivent donc laisser toutes leurs affaires derrière eux et commencer leur voyage à pied.
Les enfants arrivent sur les ruines d'une maison abandonnée et Lore découvre le cadavre d'une femme. Elle entre dans la maison pour chercher son frère Günther et tombe sur un jeune homme qui dort. Le lendemain, ils arrivent à une église et Lore paie une fille pour allaiter son petit frère Peter. Ils rencontrent à nouveau l'homme de la veille. Des nouvelles et des photos des atrocités commises dans les camps de concentration nazis sont affichées sur un mur au centre du village voisin, à la vue de tous. Lore regarde attentivement les photos et reconnaît son père dans l'uniforme d'un officier nazi.
Ce soir-là, ils passent la nuit dans une école. Ils rencontrent le même homme seul qui fait plus tard une avance sexuelle sur Lore mais est repoussé. Le lendemain, il les suit hors de la ville alors qu'ils poursuivent leur voyage. En arrivant dans une ferme, Lore donne un bracelet en or et la bague en or de sa mère à une dame en échange de nourriture. Lore trouve le corps d'un homme mort qui s'est suicidé et a volé sa montre. La fille supplie Lore de laisser le bébé derrière pour que d'autres leur donnent à manger mais elle refuse et ensemble ils partent.
En marchant, Lore rencontre à nouveau le même homme. Elle continue de marcher et il les suit. Un camion avec des soldats américains arrive et s'arrête. Lorsqu'on lui demande une pièce d'identité, l'homme dit s'appeller "Thomas", montre aux soldats ses papiers d'identité juifs et dit qu'il est le frère de Lore. Les Américains les font monter dans le camion. Le lendemain, Lore tombe malade et Thomas leur fournit de la nourriture à tous. Pendant le bain, Liesel se demande pourquoi Lore n'aime pas Thomas. Plus tard, Lore s'approche de Thomas, lui prend la main et lui fait la caresser. Quand il pose sa tête contre ses jambes, elle le repousse.
Le lendemain, en se promenant dans la forêt, Lore enterre la photo de son père et la photo de lui au camp de concentration. Ils continuent à marcher et atteignent une rivière qu'ils ne peuvent pas traverser. Thomas propose de traverser avec Peter. Lore dit qu'il va traverser et laisser les autres. Lore descend une colline et trouve un homme, plutôt repoussant, avec une chaloupe. Elle lui demande de l'aide mais il n'est pas intéressé. Elle voit alors Thomas sur la route derrière le type, alors elle permet à l'homme de lui faire des avances sexuelles pour le distraire. Thomas frappe le gars sur la tête avec une pierre et le tue. Lore est visiblement ébranlé. Ils prennent le bateau du garçon et traversent la rivière mais en escaladant la rive du fleuve, Lore est frappée de culpabilité et recule dans la rivière avec Peter dans ses bras. Thomas les sort tous les deux et prend Peter des bras de Lore et le tend à Liesel.
En atteignant le secteur britannique, ils se voient refuser le passage et doivent rester dans le secteur soviétique. Lore demande à Thomas s'il a dit aux soldats ce qu'ils ont fait et il la retire des gardes. Ils décident de traverser la nuit dans le secteur britannique afin de pouvoir attraper l'un des trains qui y circulent. Après avoir marché la nuit dans la forêt, ils campent. Quand ils sentent quelqu'un cuisiner, Thomas leur dit de rester sur place et part enquêter. Un Günther agité voit un type revenir et croyant que c'est Thomas, court vers lui mais est abattu par des soldats soviétiques. Thomas menace alors de les laisser derrière eux à moins qu'ils ne continuent à avancer avec lui.
Lors d'une dispute avec Lore, Thomas dit qu'il ne peut plus les aider et qu'ils peuvent prendre le train et atteindre leur destination en toute sécurité. Lore a peur qu'il les quitte et, dans sa colère et sa frustration, l'appelle un sale Juif. Elle pleure et s'effondre, alors Thomas décide de rester. Ils parviennent à monter dans un train mais sont arrêtés par des militaires qui leur demandent leurs papiers. Thomas constate qu'il lui manque son portefeuille avec ses papiers d'identité alors il descend du train pour éviter de se faire prendre.
Au cours de la dernière étape du voyage le long des plaines de marée boueuses de la côte ouest de la péninsule du Jutland, Jürgen avoue qu'il a en fait volé le portefeuille de Thomas pour ne pas les abandonner et que les papiers n'étaient pas les siens de toute façon, mais appartenaient à quelqu'un d'autre a appelé Thomas Weil, dont Thomas s'était fait passer pour.
Les quatre frères et sœurs restants arrivent enfin chez la grand-mère. Elle les accueille, les nourrit et leur dit de ne jamais avoir honte de leurs parents. Elle confond Jürgen avec Günther, et ils lui disent que Günther est mort dans le secteur soviétique.
Lore se rend dans sa chambre, qui était celle de sa mère, et place la figurine en porcelaine du cerf de sa mère sur la commode, à côté d'une collection de figurines similaires.
Lore a du mal à s'adapter et refuse de danser joyeusement sur de la musique américaine avec Liesel dans la cuisine. Elle se promène dans les bois et regarde les papiers d'identité et les photos de famille de Thomas Weil dans le portefeuille de Thomas.
De retour à la maison, ils sont assis à la table à manger lorsque Jürgen attrape impulsivement un morceau de pain. La grand-mère le gronde de ne pas avoir attendu d'être servi par la gouvernante et lui demande s'il a jamais appris quoi que ce soit. Lore est irritée par l'autoritarisme de sa grand-mère alors, se rangeant du côté de son frère, elle attrape également un morceau de pain sans demander, mord dedans, renverse intentionnellement son verre de lait, pousse le lait de la table dans la paume de sa main et boit le lait. Elle est alors exclue de la table. Lore retourne dans sa chambre, jette les figurines en porcelaine de la commode sur le sol et les écrase une à une avec son talon.

## Fiche technique
- Titre : Lore
- Réalisation : Cate Shortland
- Scénario : Cate Shortland et Robin Mukherjee, d'après La Chambre noire de Rachel Seiffert
- Photographie : Adam Arkapaw
- Montage : Veronika Jenet
- Musique : Max Richter
- Sociétés de production : Rohfilm, Porchlight Films, Edge City Films
- Pays d'origine :  Allemagne,  Australie,  Royaume-Uni
- Langue : allemand, anglais
- Genre : Film dramatique
- Durée : 109 minutes
- Dates de sortie :
  -  Australie : 10 septembre 2012
  -  France : 20 février 2013

## Distribution
- Saskia Rosendahl : Lore
- Nele Trebs : Liesel
- André Frid : Günther
- Mika Seidel : Jürgen
- Kai-Peter Malina : Thomas

## Récompenses  et distinctions

### Récompenses
- Festival du film de Hambourg 2012 : Prix des critiques
- Festival international du film des Hamptons 2012 :
  - Golden Starfish Award
  - Jeremy Nussbaum Prize for Provocative Fiction pour Cate Shortland
  - Meilleure photo pour Adam Arkapaw
- Festival international du film de Locarno 2012 : Prix du public
- Festival international du film de Stockholm 2012 :
  - Grand prix
  - Meilleure actrice pour Saskia Rosendahl
  - Meilleure photo pour Adam Arkapaw
  - Meilleure musique pour Max Richter
- Festival international du film de Valladolid 2012 : meilleur nouveau réalisateur pour Cate Shortland
- Australian Directors Guild 2013 : meilleur réalisateur de film pour Cate Shortland
- Australian Academy of Cinema and Television Arts Awards 2013 : meilleur espoir pour Saskia Rosendahl
- Film Critics Circle of Australia Awards 2013 :
  - Meilleur réalisateur pour Cate Shortland
  - Meilleur espoir pour Saskia Rosendahl

### Nominations
- Festival international du film de Ghent 2012 : sélection officielle
- Festival du film de Londres 2012 : sélection officielle
- Festival du film de Sydney 2012 : sélection officielle
- Australian Academy of Cinema and Television Arts Awards 2013 :
  - Meilleur film
  - Meilleur réalisateur pour Cate Shortland
  - Meilleur scénario adapté pour Cate Shortland et Robin Mukherjee
  - Meilleure photographie pour Adam Arkapaw
  - Meilleurs costumes
  - Meilleurs décors
  - Meilleur son
- Film Critics Circle of Australia Awards 2013 :
  - Meilleur film
  - Meilleur scénario pour Cate Shortland et Robin Mukherjee
  - Meilleure photographie pour Adam Arkapaw
  - Meilleur montage pour Veronika Jenet
  - Meilleure musique pour Max Richter